# Łódzka Regionalna Sieć Teleinformatyczna
Łódzka Regionalna Sieć Teleinformatyczna (ŁRST) – projekt zrealizowany przez województwo łódzkie, polegający na utworzeniu, głównie w technologii światłowodowej, sieci szerokopasmowego dostępu do Internetu na terenie województwa łódzkiego. W ramach projektu skonstruowana została sieć szkieletowa oraz sieć dystrybucyjna wraz z węzłami szkieletowymi oraz punktami dystrybucyjnymi.
Zgodnie z decyzją Zarządu Województwa Łódzkiego i przyjętym modelem organizacyjnym Łódzkiej Regionalnej Sieci Teleinformatycznej sieć została wybudowana w dwóch etapach. W ramach pierwszego etapu w technologii radiowej utworzono sieć pilotażową z węzłami dostępowymi oraz w technologii światłowodowej sieć szkieletową opartą na ośmiu szpitalach wojewódzkich. W ramach drugiego etapu, w technologii światłowodowej utworzono sieć szkieletową z pięcioma węzłami w szpitalach powiatowych oraz sieć dystrybucyjną z ośmioma węzłami w budynkach gminnych.  Całość sieci została zbudowana na obszarze 17 powiatów województwa łódzkiego (powiatu bełchatowskiego, brzezińskiego, łaskiego, łęczyckiego, łódzkiego wschodniego, miasta Łódź, pabianickiego, piotrkowskiego, miasta Piotrków Trybunalski, poddębickiego, rawskiego, sieradzkiego, miasta Skierniewice, skierniewickiego, tomaszowskiego, zduńskowolskiego, zgierskiego).

## Finansowanie
Zarówno projekt pierwszego etapu „ŁRST” jak i „ŁRST – 2 Etap” są projektami infrastrukturalnymi współfinansowanymi w ramach działania IV.1 regionalnego programu operacyjnego województwa łódzkiego na lata 2007–2013, realizując jeden z celów programu określony jako „wyrównanie dysproporcji w zakresie dostępu i wykorzystania technologii informacyjnych i komunikacyjnych (ICT) na terenie województwa łódzkiego oraz poprawa wykorzystania zaawansowanych technologii informacyjnych przez mieszkańców.”. 
Ogólna wartość projektu (1 etap) wynosi 49 297 719,61 zł (w tym dofinansowanie 33 689 358,39 zł z Europejskiego Funduszu Rozwoju Regionalnego) Wkład własny (Budżet JST) wynosi 15 608 361,22 PLN. Stosowny aneks do umowy o dofinansowanie został podpisany 12 sierpnia 2013 roku.
Ogólna wartość projektu (2 etap) wynosi 25 856 192,67 zł (w tym dofinansowanie 17 940 950,00 zł z Europejskiego Funduszu Rozwoju Regionalnego) Wkład własny (Budżet JST) wynosi 7 915 242,67 PLN. Umowy o dofinansowanie została podpisana 22 października 2013 roku i aneksowana 28 lipca 2015 roku

## Sieć pilotażowa
W pierwszej fazie budowy sieci wybudowany został tzw. projekt pilotażowy, zrealizowany w technologii radiowej, polegający na szybkim utworzeniu sieci na obszarze 5 gmin: Dalików, Łęczyca, Parzęczew, Wartkowice i Zgierz. Sieć w gminach Parzęczew i Zgierz została uruchomiona w listopadzie 2010 roku. 

## Sieć szkieletowa etap I
Na sieć szkieletową składają się węzły szkieletowe (zlokalizowane w następujących 8 placówkach medycznych podległych Samorządowi Województwa Łódzkiego: Wojewódzkim Szpitalu Specjalistycznym im. M. Kopernika w Łodzi, Samodzielnym Publicznym Zakładzie Opieki Zdrowotnej PABIAN-MED w Pabianicach, Samodzielnym Szpitalu Wojewódzkim im. Mikołaja Kopernika w Piotrkowie Trybunalskim, Szpitalu Wojewódzkim im. Jana Pawła II w Bełchatowie, Samodzielnym Publicznym Zakładzie Opieki Zdrowotnej im. Prymasa Wyszyńskiego w Sieradzu, Wojewódzkim Szpitalu Psychiatrycznym w Warcie, Wojewódzkim Szpitalu Specjalistycznym im. Marii Skłodowskiej-Curie w Zgierzu, Wojewódzkim Szpitalu Zespolonym w Skierniewicach. Ponadto w 2015 roku w ramach projektu wybudowano darmową sieć WiFi na terenie wszystkich ośmiu placówek medycznych, z której mogą korzystać zarówno pacjenci, pracownicy jak i odwiedzający. 

## Sieć szkieletowa etap II
Na sieć szkieletową etapu drugiego składają się węzły szkieletowe (zlokalizowane w następujących 5 placówkach medycznych ulokowanych w powiatach południowych Województwa Łódzkiego: Powiatowe Centrum Medyczne Spółka z o.o. w Wieruszowie, Samodzielny Publiczny Zakład Opieki Zdrowotnej w Wieluniu, Samodzielny Publiczny Zespół Opieki Zdrowotnej w Pajęcznie, Szpital Powiatowy w Radomsku, SPZOZ Szpital Powiatowy im. E. Biernackiego w Opocznie.

## Sieć dystrybucyjna etap II
Na sieć dystrybucyjną etapu drugiego składają się węzły dystrybucyjne (zlokalizowane w obiektach gminnych w miejscowościach: Huta gm. Lututów, Osjaków, Rząśnia, Dworszowice Kościelne Kolonia gm. Nowa Brzeźnica, Dmenin gm. Kodrąb, Silnica gm. Żytno, Żarnów i Pajęczno.

## Stan realizacji projektu
Zarówno etap pierwszy jak i drugi po zakończeniu realizacji w grudniu 2015 roku funkcjonuje jako jedna Regionalna Sieć Szerokopasmowa na której usługi operatora świadczy firma Infratel Operator Infrastrukturalny Sp. z o.o.
W ramach realizacji ŁRST powstało:
- około 1150 km szkieletowej i dystrybucyjnej sieci światłowodowej,
- 13 węzłów szkieletowych, 8 węzłów dystrybucyjnych, 7 węzłów dostępowych
- zasięgiem sieci ŁRST objętych zostało 684 miejscowości, które zakwalifikowane jako tzw. „białe plamy”